# Den gyllene hjälmen
Kalle Anka och den gyllene hjälmen (The Golden Helmet) är en Kalle Anka-historia av Carl Barks från 1952. Den handlar om Kalle Anka och Knattarna som försöker förhindra att skurken Azur Blå ska bli ägare av Nordamerika.

## Handling
Det börjar med att Kalle jobbar som vakt på ett museum. En dag hittar han i ett gammalt vikingaskepp på museet en karta som visar var vikingen Olaf Blå gömt en gyllene hjälm. Det visar sig att den som hittar den gyllene hjälmen därmed bevisar att han är ättling till Olaf och blir ägare av hela Nordamerika, en makt så stor att den kan fresta även den hederligaste anka. Azur Blå, som var den som först letade efter kartan, kan med hjälp av advokaten Lage Vrängarén få tag på kartan och ger sig sedan ut på jakt efter hjälmen. Kalle och intendenten på museet ger sig också ut för att försöka hitta den först och slänga den i havet. Kalle och Knattarna hittar hjälmen först men Azur kan ta den. Sedan byter hjälmen ägare från Azur, till intendenten, till Kalle och slutligen till advokaten som alla själva vill bli herre över Nordamerika. Till sist går i alla fall hjälmen till havets botten och kampen om kontinenten är över.